# Adolf Hering
Adolf Hering, né le 7 décembre 1863 dans le village de Groß-Bosemb dans l'arrondissement de Sensburg (de) en province de Prusse et mort le 14 juin 1932 à Rauschen en Sambie (Prusse-Orientale), est un peintre réaliste et illustrateur allemand qui excella dans les scènes de genre villageoises et les portraits de paysannes, ainsi que dans la peinture d'histoire militaire.

## Biographie

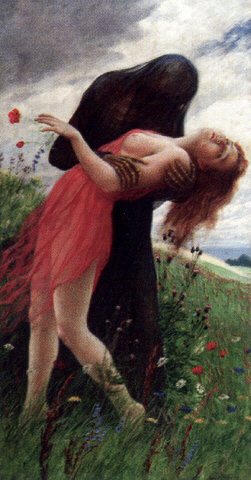
Adolf Hering : La Jeune Fille et la Mort (Der Tod und das Mädchen), 1900, peinture à l'huile

Hering étudie de 1881 à 1885 à l'académie des arts de Königsberg, dans l'atelier de Carl Steffeck. Il reçoit au début la commande de tableaux d'autels pour les églises de Rauschen et de Rößel, ainsi que des fresques dans la grande salle des Missions de Königsberg.
Hering s'installe à partir de 1899 à Berlin, où il peint la même année La Mort héroïque des onze officiers de Schill qui lui apporte la notoriété. Il travaille en tant que peintre indépendant et excelle à créer des vues ou des portraits et des scènes de genre dans des paysages empreints de quiétude et de douceur. Il est aussi populaire auprès d'un public qui apprécie ses illustrations pour des livres, pour la revue Die Gartenlaube, des magazines illustrés et des cartes postales.

## Illustrations

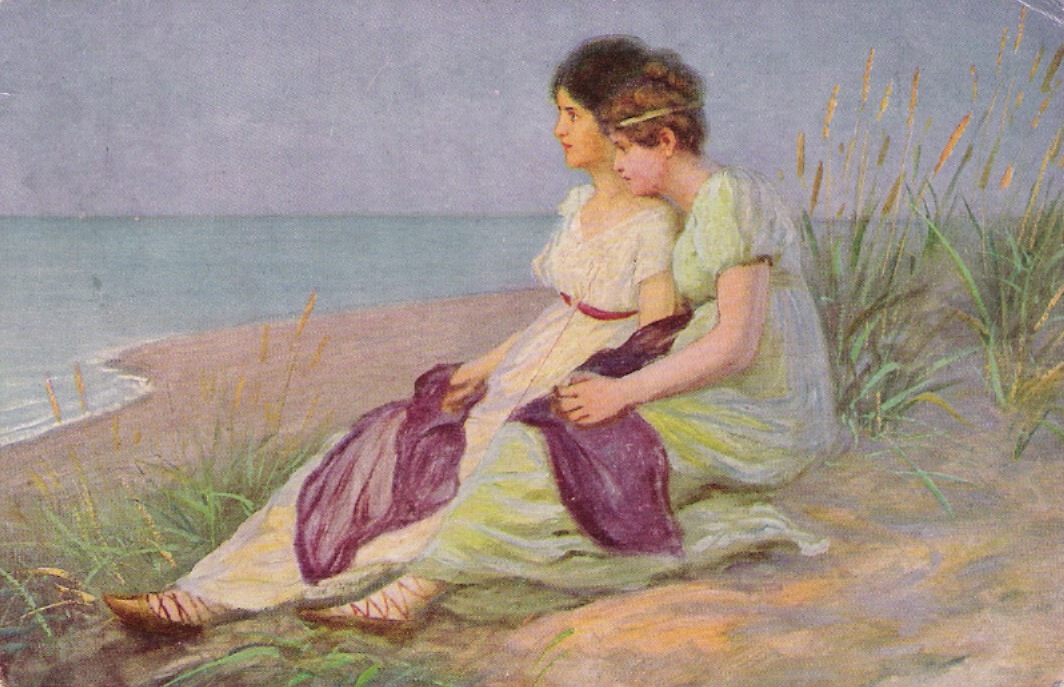
Le Soir
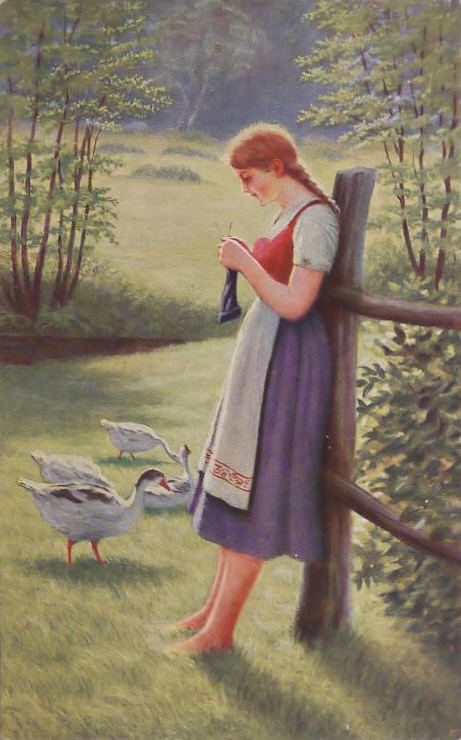
La Gänseliesel
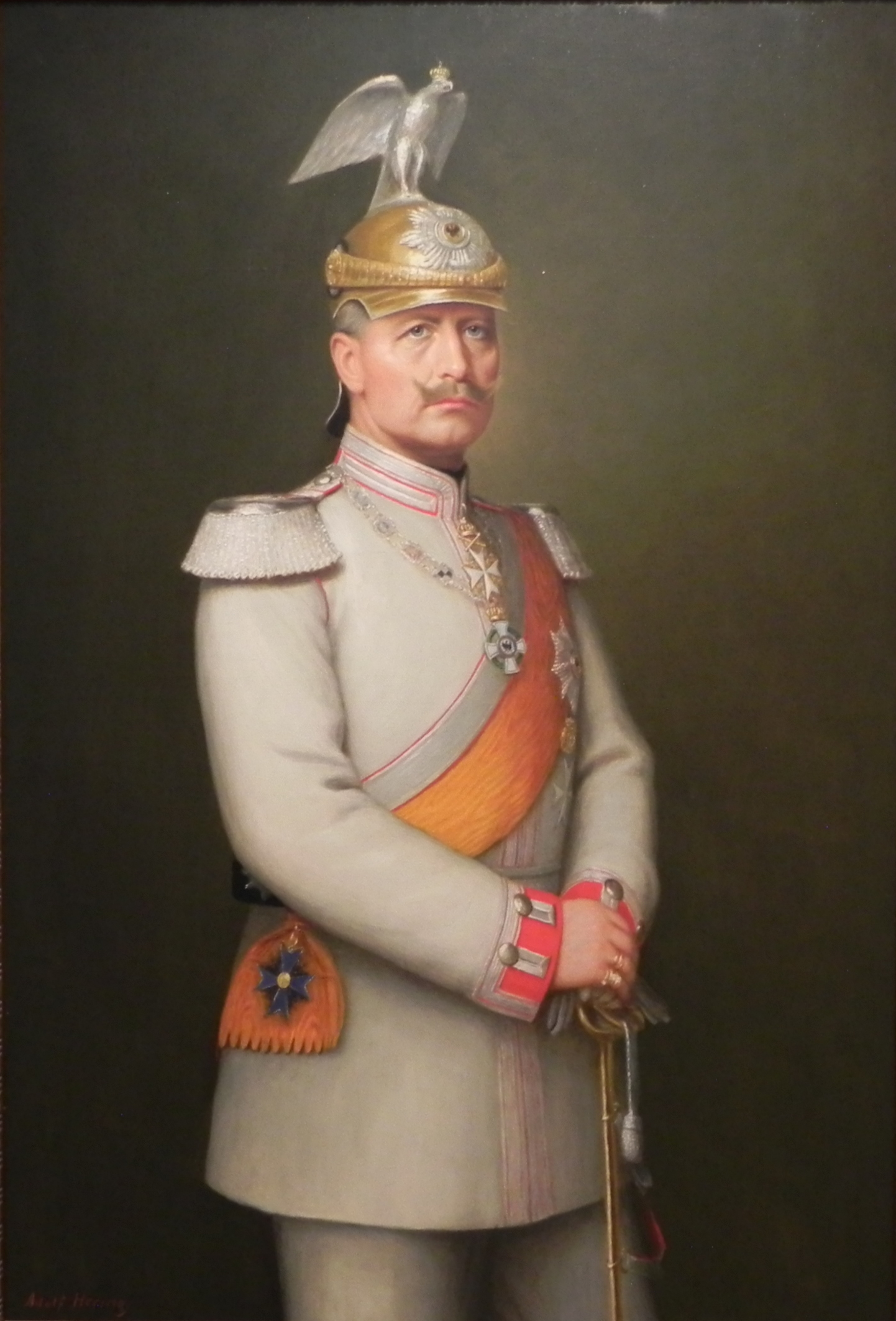
Portrait de Guillaume II en uniforme des Gardes du Corps

## Source
- (de) Cet article est partiellement ou en totalité issu de l’article de Wikipédia en allemand intitulé « Adolf Hering » (voir la liste des auteurs).